# チャルマース工科大学
チャルマース工科大学（ちゃるまーすこうかだいがく、英語: Chalmers University of Technology、公用語表記: Chalmers tekniska högskola）は、ヨーテボリに本部を置くスウェーデンの私立大学。1829年創立、1829年大学設置。大学の略称はChalmers。
ヨーロッパ指折りのエリート名門工科大学の1つとされ、スウェーデンに於ける大学ランキングではほぼ1位を独占し続けている。特に材料工学と建築工学に関しては世界屈指の研究を誇っている。

## 歴史
スウェーデン東インド会社社長を務めた交易商ウィリアム・チャルマース（William Chalmers）からの寄付を受けて1829年に私立学校として設立された。1937年に国に移管され国立大学となる。1994年にふたたび民営化された。
人名に由来するスウェーデンで3つのみで、他にはカロリンスカ研究所とリンネ大学がある。

## キャンパス
スウェーデンの技師、建築家の四割超はチャルマース工科大学で学位を取得している。毎年約250名の博士、約850名の修士を輩出している。また、約2700名の学部生を擁している。

### 学部
- 応用情報工学（Applied Information Technology）
- 応用機械工学（Applied Mechanics）
- 応用物理学（Applied Physics）
- 建築学（Architecture）
- 化学生命工学（Chemical and Biological Engineering）
- 土木環境工学（Civil and Environmental Engineering）
- 計算機理工学（Computer Science and Engineering）
- エネルギー・環境科学（Energy and Environment）
- 基礎物理学（Fundamental Physics）
- 物質理工学（Material Science and Engineering）
- 数理科学（Mathematical Sciences）
- マイクロ・ナノ工学（Microtechnology and Nanoscience）
- 生産工学（Product and Production Development）
- 放射線・宇宙科学（Radio and Space Science）
- 船舶海洋工学（Shipping and Marine Technology）
- 信号システム工学（Signals and Systems）
- 技術経営・経済学（Technology Management and Economcs）

## 姉妹校
- 東京工業大学
- 東北大学
- 国立交通大学
- ジョージア工科大学
- チューリッヒ工科大学

## 著名な卒業生
- ジークフリード・エドストレーム - 国際オリンピック委員会（IOC）第4代会長
- ニルス・グスタフ・ダレーン - 物理学者。1912年のノーベル物理学賞受賞者
- ピューディパイ - YouTubeコメディアン。チャルマース工科大学中退
- カール・アブラハム・ピル - 土木工学者。ノルウェー国鉄初代総裁
- レイフ・ヨハンソン - ボルボ社長兼 CEO
- イヴァー・ヤコブソン - コンピュータ科学者。オブジェクト指向ソフトウェア工学（OOSE）の主要開発者で、統一モデリング言語（UML）の策定者の一人